# Denís Pushilin
Denís Vladímirovich Pushilin (en ruso: Дени́с Влади́мирович Пуши́лин, en ucraniano: Дени́с Володи́мирович Пуши́лін) (Makiivka, Lugansk, RSS de Ucrania, 9 de mayo de 1981) es un político ruso de origen ucraniano, exvicepresidente del Soviét Popular de la autoproclamada República Popular de Donetsk, que declaró su independencia de Ucrania el 11 de mayo de 2014. Es el actual líder de la República Popular de Donetsk desde noviembre de 2018, tras la muerte de Aleksandr Zajárchenko. También fue primer ministro entre septiembre y octubre de ese año.

## Biografía
Pushilin es nativo de la ciudad minera de Makíivka, hijo de trabajadores de la fábrica metalúrgica de Makíivka, Vladímir Pushilin y Valentina Jasánova. Se graduó de la escuela pública rusa del ayuntamiento de Makíivka, Liceo de Makíivka.
En su servicio militar sirvió en la Guardia Nacional de Ucrania en 1999-2000 como miembro del batallón de asignaciones especiales en Crimea. En la década de 2000, estudió en la Academia Nacional del Donbás Ingeniería civil y arquitectura, facultad "Economía empresarial", además, fue miembro activo de AIESEC en Donetsk. De acuerdo con los documentos que Pushilin envió a la Comisión Electoral Central de Ucrania, se certifica haber completado también la educación secundaria. Entre 2002 y 2006 trabajó para una confitería "Solodke zhyttiá" (Dulce vida).

### Carrera política
Pushilin se unió a sus 17 años a las filas del Partido Comunista de Ucrania, a partir de 2005 empezó a conjugar su militancia con la de la organización República de Donetsk, y posteriormente se fue a vivir a Rusia en 2014, en el cual se afilió al Partido Comunista de la Federación de Rusia, el cual continúa hasta día de hoy.

#### República Popular de Donetsk
El 19 de mayo de 2014, Pushilin se convirtió en el presidente autoproclamado del Consejo Supremo (presidente del parlamento) de la República Popular de Donetsk y, por lo tanto, según el proyecto de Constitución adoptado el 15 de mayo, el jefe de la república autoproclamada.[cita requerida]
En julio del 2014, Pushilin declaró que no prevé que la República Popular de Donetsk se convierta en un estado independiente, sino que prefiere unirse a un Imperio ruso renovado.
Pushilin ha sobrevivido a dos intentos de asesinato hasta el momento, ambos ocurridos en una semana el día 7 y 12[cita requerida] de junio de 2014. Pushilin estaba en Moscú en esas fechas, como se informó ampliamente en ese momento.

Mientras estaba en Moscú en junio de 2014, Pushilin anunció que las empresas en las áreas reclamadas como la República Popular de Donetsk que se negaran a pagar impuestos a la república serían nacionalizadas.

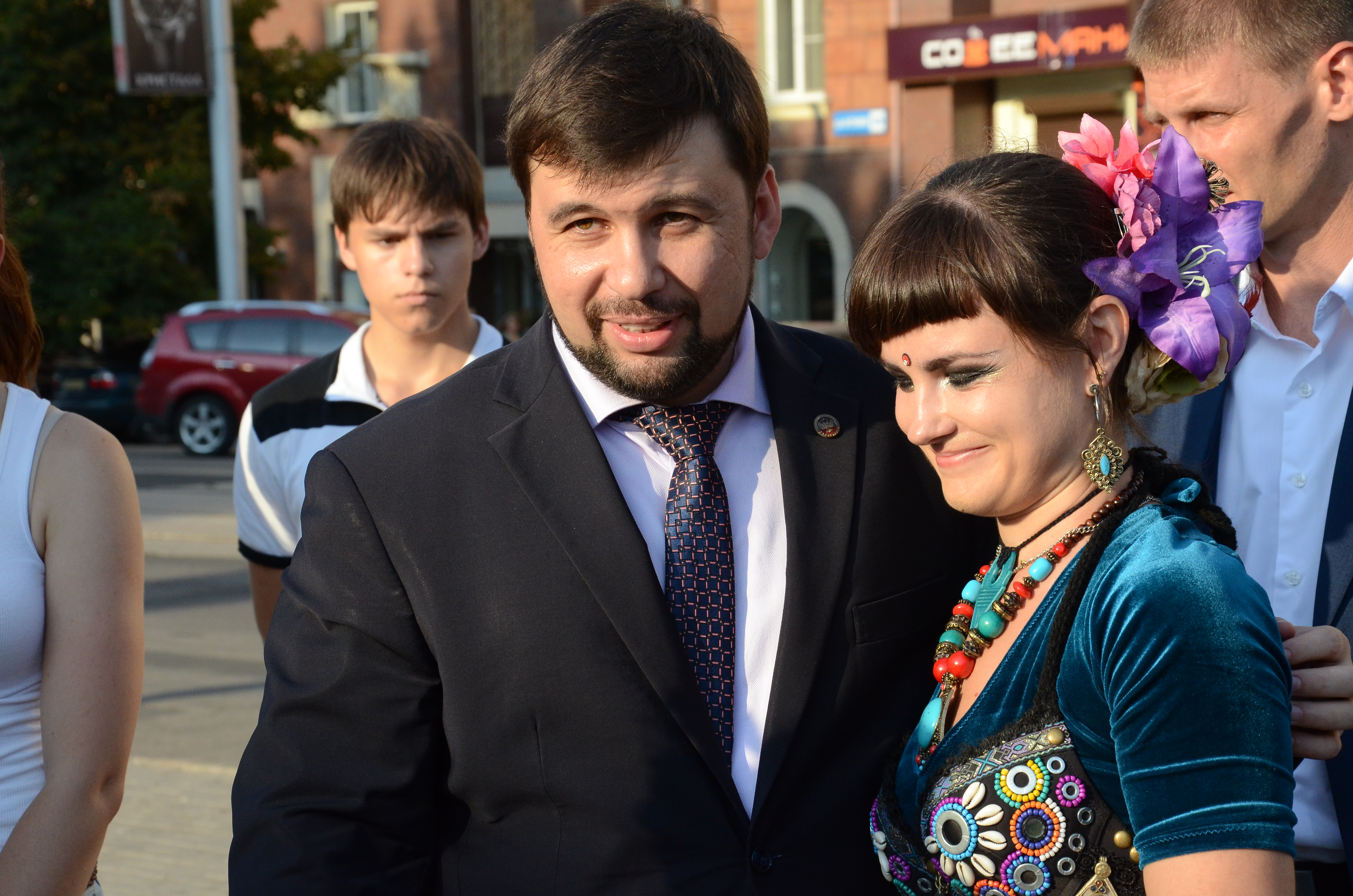
Denís Pushilin en el festival "Gran Donbás", el 15 de agosto de 2015.

Según la agencia Interfax, el 18 de julio de 2014, Pushilin renunció a su cargo de presidente de la República Popular de Donetsk.
Del 14 de noviembre de 2014 al 4 de septiembre de 2015, se desempeñó como vicepresidente del Consejo de la República Popular de Donetsk, luego reemplazó a Andréi Purguín y se convirtió nuevamente en el presidente del Consejo.
El 31 de agosto de 2018, el líder de la República Popular de Donetsk Aleksandr Zajárchenko fue asesinado por una bomba en un restaurante en Donetsk. El 7 de septiembre de 2018, Pushilin fue nombrado jefe interino del DPR; se dijo que ocuparía este cargo hasta las elecciones del 11 de noviembre de 2018.

### Invasión rusa de Ucrania
El 12 de septiembre de 2022, Denís Pushilin admitió que la situación en el este de Ucrania es "difícil", a raíz de las contraofensivas llevadas a cabo por las fuerzas ucranianas. Así mismo, indicó que "mercenarios polacos" tomaron el control de Sviatogorsk, sin mostrar pruebas.